# Terence Martin
Terence Martin (ur. 1 listopada 1975 w Toronto) – siatkarz reprezentacji Kanady.
Terence Martin ma za sobą występy we włoskiej RPA Perugii, gdzie grał razem z Sebastianem Świderskim i Jakubem Novotnym, a także w niemieckim VfB Friedrichshafen i we francuskim Tours. W sezonie 2007/2008 występował w lidze rosyjskiej w Lokomotiw Jekaterinburg, z którym brał udział w marcowym finałowym turnieju Challenge Cup w Rzeszowie (2. miejsce). Już podczas tych zawodów Terence Martin wyrażał chęć gry w Polsce.

## Kariera
- 1999–2000 Sète
- 2000–2001 Tours VB
- 2001–2002 RPA Perugia
- 2002–2003 Codyeco Lupi S. Croce
- 2003–2005 Esse-ti Carilo Loreto
- 2005–2006 RPA Perugia
- 2007–2008 VfB Friedrichshafen, Lokomotiw Jekaterynburg
- 2008–2010 ZAK S.A. Kędzierzyn-Koźle
- 2010–2011 Anorthosis Famagusta Volley, Cypr
- 2011– Al-Gharafa Sports